# Love Yourself (Kimi ga Kirai na Kimi ga Suki)
«Ámate a ti mismo (Te amo y te odio)» (Love yourself ～君が嫌いな君が好き～ "Love Yourself (Kimi ga Kirai na Kimi ga Suki)"?) es el decimoprimer sencillo de la boy band japonesa KAT-TUN que fue lanzado el 10 de febrero de 2010 bajo la discográfica J-One Records. La canción se está utilizando como el tema musical para el drama Yamato Nadeshiko Shichi Henge de la Tokyo Broadcasting System protagonizada por un miembro del grupo Kazuya Kamenashi.

## Anuncio
A finales de diciembre de 2009, se confirmó que el lado B del sencillo "The D-Motion", se utilizaría para promocionar Docotomo DX (デコとも★DX?), donde el grupo también aparecen en el comercial. A continuación, se anunció que KAT-TUN iba a tocar el tema principal del drama Yamato Nadeshiko Shichi Henge del miembro del grupo Kazuya Kamenashi transmitido por la Tokyo Broadcasting System. También se anunció que el título de la canción fue "Love Yourself (Kimi ga na Kirai Kimi ga Suki)" y que la canción fue escrita para transmitir el mensaje del drama.

## Información del sencillo
El sencillo es lanzado en tres ediciones, dos ediciones limitadas diferentes que incluyen un DVD con el video musical del sencillo de la canción en la edición limitada A y "El D-Motion" en la edición limitada B y un documental de la realización de los videos musicales, respectivamente. Las dos ediciones limitadas también incluyen dos canciones en solitario por los miembros Kazuya Kamenashi ("Desde el amor (愛しているから Aishiteiru Kara?)") y Jin Akanishi ("A Page") en el tipo A y tipo B respectivamente.
También hay una edición regular del sencillo que cuenta con un nuevo lado B ("Heart Beat") y versiones instrumentales de las tres canciones. Las tres ediciones con carátula alternativa.

## Promoción
El 29 de enero de 2010 KAT-TUN presentó "The D-Motion" en Music Station.

## Logros
El sencillo vendió 157 000 copias en su primer día, debutando en el #1 en el Oricon Daily Singles Chart. A finales de la semana, KAT-TUN obtuvieron su decimoprimer número uno consecutivo en el Oricon Weekly Singles Chart desde su debut con una venta de 354.231 copias y celebraron el segundo mayor número uno consecutivo desde su debut con su grupo de compañeros del Johnny's group, NEWS. Para KAT-TUN fue el primer sencillo en vender más de 350 000 copias en su primera semana desde mayo de 2008 con el lanzamiento de su sencillo "Don't U Ever Stop," que vendió más de 381 000 copias en su primera semana.

## Lista de pistas

### Edición Regular
| Regular |                                                                    |                   |                                                                    |          |  |
| N.º     | Título                                                             | Letras            | Música                                                             | Duración |  |
| 1.      | «Love Yourself (Kimi ga Kirai na Kimi ga Suki)»                    | Eco, Joker        | Tatsugoo                                                           |          |  |
| 2.      | «The D-Motion»                                                     | Eco, Jin Akanishi | Oscar Holter, Jakke Erixson, Thomas Haraldsson, Junior H Johansson |          |  |
| 3.      | «Heart Beat»                                                       | Shigeo, Shun      | Shigeo                                                             | 4:01     |  |
| 4.      | «Love Yourself (Kimi ga Kirai na Kimi ga Suki)» (Original Karaoke) |                   |                                                                    |          |  |
| 5.      | «The D-Motion» (Original Karaoke)                                  |                   |                                                                    |          |  |
| 6.      | «Heart Beat» (Original Karaoke)                                    |                   |                                                                    |          |  |

### Edición Limitada A
| Limited Edition 1 |                                    |                                         |          |          |  |
| N.º               | Título                             | Letras                                  | Música   | Duración |  |
| 3.                | «Aishiteiru Kara» (愛しているから) | Kazuya Kamenashi, Satomi, Yuka Kawamura | Kawamura |          |  |

### Edición Limitada A DVD
| Limited Edition 1 DVD |                                                                           |        |        |          |  |
| N.º                   | Título                                                                    | Letras | Música | Duración |  |
| 1.                    | «Love Yourself (Kimi ga Kirai na Kimi ga Suki)» (Videoclip + Making clip) |        |        |          |  |

### Edición Limitada B
| Limited Edition 2 |          |                |          |          |  |
| N.º               | Título   | Letras         | Música   | Duración |  |
| 3.                | «A Page» | Josh, Akanishi | Akanishi |          |  |

### Edición Limitada B DVD
| Limited Edition 2 DVD |                                          |        |        |          |  |
| N.º                   | Título                                   | Letras | Música | Duración |  |
| 1.                    | «The D-Motion» (Videoclip + Making clip) |        |        |          |  |

## Ventas
| Lista (2010)                      | Máxima posición |
| --------------------------------- | --------------- |
| Japan Oricon Daily Singles Chart  | 1               |
| Japan Oricon Weekly Singles Chart | 1               |

| País  | Proveedor | Ventas  | Certificación |
| ----- | --------- | ------- | ------------- |
| Japón | RIAJ      | 354 231 | —             |